# 吉村昇
吉村 昇（よしむら のぼる、1943年（昭和18年）- ）は、日本の工学者。工学博士。専門は基礎電気工学。秋田大学および東北公益文科大学で学長を務めた。

## 略歴
新潟県で生まれ秋田県秋田市で育つ。
秋田県立秋田高等学校を卒業後、秋田大学に進学。1969年3月同大学院鉱山学研究科修士課程電気工学専攻修了。1974年名古屋大学より工学博士（電子・電気材料工学）の学位を受く。
1969年4月秋大鉱山学部助手、1974年4月同講師、1975年同助教授に就き、一度は外国の大学で研究したいと考えていた時、米国ニューヨーク州にあるクラークソン工科大学客員研究員として招かれ、家族とともに渡米。約2年間滞在した。
帰国後の1983年4月、39歳で秋大鉱山学部教授に昇進。1995年4月から1998年3月まで鉱山学部学部長、引き続き2000年3月まで鉱山学部から改組となった工学資源学部の初代学部長。また2002年4月から2004年3月まで及び2006年4月から2008年3月まで工学資源学部長。2008年、秋大出身者としては初の学長に就任し、工学資源学部の理工学部・国際資源学部への改組に道筋をつけ、2014年3月定年退職。
同年4月、山形県酒田市に所在する東北公益文科大学の学長に就任し、2020年3月末で退任した。

## 栄典
- 瑞宝重光章 (2020年)[9]

## 学会・社会活動
- 電気学会論文委員[1]
- 静電気学会理事[1]
- 秋田県総合開発審議会委員[1]
- 秋田県科学スタッフ会議座長[1]
- 東北地域環境関連産業振興協議会副会長[1]

## 受賞学術賞
- 電気学会論文賞 (1986年)[5]
- 静電気学会論文賞 (1988年、1991年)[5]
- 静電気学会功績賞 (1992年)[5]
- オーム技術賞 (1993年)[5]
- 国際素材物性学賞 (1994年)[5]
- 秋田市文化章 (1995年)[5]
- 電気学会産業応用部門功労賞 (1999年)[5]